# كريس دوسن (رجل أعمال)
كريس دوسن (بالإنجليزية: Chris Dawson)‏ هو شخصية أعمال بريطاني، ولد في 15 فبراير 1952.